# Daramyn Tömör-Otschir
Daramyn Tömör-Otschir (auch: Daramyn Tömör-Očir, mongolisch Дарамын Төмөр-Очир, englisch Daramyn Tömör-Ochir, wiss. Transliteration Daramyn Tömör-Očir; geb. 1921; gest. 2. Oktober 1985) war ein mongolischer Politiker und Gelehrter des Marxismus-Leninismus. Er war Absolvent der Moskauer Staats-Universität und diente als Sekretär für Ideologie im Zentralkomitee der regierenden Revolutionären Mongolische Volkspartei und Mitglied des Politbüros von 1958 bis 1962, dann wurde er auf Befehl des Parteiführers Jumdschaagiin Tsedenbal der Partei ausgeschlossen, weil er versucht hatte, „nationalistische Leidenschaften zu entfachen“ („to inflame nationalist passions“). Dies geschah nach seiner Rolle bei der Organisation der nationalen Feierlichkeiten zum 800. Geburtstag von Dschingis Khan. Tömör-Ochir wurde später im Oktober 1985 ermordet.

## Leben

### Jugend und Ausbildung
Daramyn Tömör-Ochir wurde 1921 im Lün District, Töw-Aimag, geboren. Als Kind wurde er Waise und ab dem Alter von 15 Jahren verdingte er sich als Wollscherer und verrichtete andere Gelegenheitsarbeiten. Er besuchte eine sowjetische Berufsschule und schloss 1941 die Kommunistische Universität der Werktätigen des Ostens ab; später war er einer der ersten Absolventen der Mongolischen Staatlichen Universität. Nachdem er eine Zeit lang als Assistent von Jumdschaagiin Tsedenbal gearbeitet hatte, wurde er zum Dozenten an der Höheren Schule für Neue Kader der Mongolischen Revolutionären Volkspartei ernannt. Ab 1945 studierte er an der Lomonossow-Universität und schloss sein Studium 1950 mit einem Abschluss in Philosophie (also Marxismus-Leninismus) ab, bevor er an die Akademie der Gesellschaftswissenschaften des Zentralkomitees der Kommunistischen Partei der Sowjetunion ging. Ebenfalls im Jahr 1950 unterzeichnete Tömör-Otschir als einer der bekannten neuen Intellektuellen der Mongolei einen Sammelbrief, in dem die Frage aufgeworfen wurde, ob die Mongolei einen Sozialismus aufbauen könne, ohne der Sowjetunion beizutreten. Dieser Brief führte zu einer Untersuchung durch den mongolischen Führer Chorloogiin Tschoibalsan und seine nationalistischeren Gefährten (obwohl Tsedenbal, der 1952 Führer wurde, Tömör-Otschir bei der Untersuchung unterstützte). 1953 verteidigte Tömör-Otschir seinen Magisterabschluss in Philosophie an der Moskauer Staatsuniversität und erhielt 1957 den Titel „Professor“ (was im sowjetisch geprägten akademischen System der Mongolei selten war).

## Politische Karriere
Tömör-Otschir wurde zum Leiter einer Abteilung an der Höheren Parteischule ernannt und 1955 zum ersten Direktor des Instituts für Parteigeschichte der MPRP. Er unterstützte Tsedenbals Kritik an Intellektuellen im Jahr 1956 und schrieb 1959 einen Artikel, in dem er Bjambyn Rintschen wegen seines „Nationalismus“ angriff. Er war Sekretär für Ideologie des Zentralkomitees der MPRP und Mitglied des Politbüros ab 1958 sowie Mitglied des Präsidiums des Großen Volks-Chural ab 1960. 1961 wurde Tömör-Otschir zum Mitglied der Mongolischen Akademie der Wissenschaften gewählt. Tsedenbal begann, ihn als instabilen Individualisten zu betrachten, der vom „Nationalismus“ eingenommen war; tatsächlich widerrief Tömör-Otschir seine frühere Unterstützung für die Vereinigung mit der Sowjetunion vollständig und versuchte 1962, seine Kritik von 1956 und 1959 zurückzunehmen. Tsedenbal war wütend über ein parteigeschichtliches Lehrbuch von Tömör-Otschir, das offen den nichtmarxistischen Charakter der frühen MPRP anprangerte. Tömör-Otschir wurde daraufhin krank und reiste zur Behandlung nach China, wo er Kontakt zur Kommunistischen Partei Chinas aufnahm.
Im Februar 1962 wurde ihm vom Politbüro die Aufgabe übertragen, die nationalen Feierlichkeiten zum 800. Geburtstag von Dschingis Khan am 31. Mai desselben Jahres zu organisieren. Während die Vorbereitungen in vollem Gange waren (eine Reihe von Dschingis-Khan-Jubiläumsbriefmarken war gedruckt und ein Denkmal für Dschingis Khans Geburtsort fertiggestellt), veröffentlichte die Zeitung der sowjetischen Kommunistischen Partei Prawda einen heftigen Angriff auf Dschingis Khan und das „mongolisch-tatarische“ Reich, das Russland jahrhundertelang unter sein „Joch“ gestellt hatte. Das Politbüro sagte die Feier ab und gab eine neue negative Bewertung von Dschingis Khan ab. Am 10. September wurde Tömör-Otschir aus dem Politbüro und dem Sekretariat entlassen, weil er angeblich Intrigen gegen andere Parteiführer betrieben habe, ein „Karrierist“ sei und versucht habe, „eine ungesunde Stimmung in der öffentlichen Meinung zu erzeugen und nationalistische Leidenschaften zu entfachen“. Er wurde insbesondere für die Organisation der Feierlichkeiten angeprangert, obwohl diese durch eine von Tsedenbal, Dschamsrangiin Sambuu und sechs weiteren Politbüromitgliedern und Kandidaten unterzeichnete Resolution angeordnet worden waren. In seiner Autobiografie behauptete Sambuu, Tömör-Otschir sei in Wirklichkeit aufgrund von Meinungsverschiedenheiten über die Rolle der Mongolei im chinesisch-sowjetischen Konflikt ausgeschlossen worden.

## Späteres Leben und Ermordung
Tömör-Otschir bat um die Chance, Karl Marx „Das Kapital“ ins Mongolische zu übersetzen, wurde aber stattdessen zum Leiter eines Baubüros in der Provinz Bajanchongor ernannt. Er fand eine neue Anstellung im Bildungsbüro von Ulaanbaatar, bevor er 1965 entdeckt, aus der Partei ausgeschlossen worden zu sein, und kurzzeitig inhaftiert wurde. Er wurde nach Chanch in der Provinz Chöwsgöl verbannt und kehrte aus medizinischen Gründen nach Ulaanbaatar zurück, bevor er 1968 nach Darchan zog, wo er unter ständiger Überwachung stand. Tömör-Otschir wurde Direktor des Stadtmuseums „Freundschaft“, während seine Frau Ninjbadgar, eine Astronomin, am Polytechnikum lehrte. Nach Tsedenbals Sturz im Jahr 1984 reichte seine Frau in Ulaanbaatar ein Gesuch mit der Bitte ein, seinen Fall neu zu prüfen. Während sie unterwegs war, wurde Tömör-Otschir am 2. Oktober 1985 in seiner Wohnung brutal ermordet. Der Mörder wurde nie gefasst. Im März 1990 wurde er vom Zentralkomitee der MPRP politisch rehabilitiert. Einige Mongolen glaubten an eine Verschwörung und forderten eine neue Untersuchung des Mordes, insbesondere nach der Ermordung von Sandschaasürengiin Dsorig an seinem Todestag im Jahr 1998. 2002 wurde an seiner Wohnung in Darchan eine Gedenktafel enthüllt.